# Platypalpus oculeus
Platypalpus oculeus är en tvåvingeart som beskrevs av Axel Leonard Melander 1927. Platypalpus oculeus ingår i släktet Platypalpus och familjen puckeldansflugor.
Artens utbredningsområde är Pennsylvania. Inga underarter finns listade i Catalogue of Life.